# Gongora (Navarra)
Gongora (també Góngora en castellà) és un petit poble, actualment abandonat, situat al municipi d'Aranguren, a la comarca dels Pirineus (en castellà, Pirineos), Navarra. Es troba a 726 metres sobre el nivell del mar, prop a la capital navarresa Pamplona.

## Història
D'aquesta comunitat era el poeta barroc Luis de Góngora y Argote. També destaca el virrei de Nova Granada (actuals Colòmbia, Veneçuela i Equador), Antonio Caballero y Góngora, del que també sorgiria la denominació científica per a una espècie d'orquídia que creix en zones tropicals de Llatinoamèrica.
Al poble hi ha una torre coneguda com a Torre de Góngora, que va pertànyer al marquès Juan Góngora y Cruzat, i que actualment està en estat de deterioració. També hi ha una sèrie d'habitatges antics envoltades de camp i zones boscoses. Els habitants de Góngora es dediquen principalment a la labor agrícola.
Segons el cens de 2004, la població del poble era de 4 habitants, en la seva majoria passaven els 50 anys.